# Franz Friedrich Fronius
Franz Friedrich Fronius (Nadeș, 9 gennaio 1829 – Agnita, 14 febbraio 1886) è stato un botanico rumeno.
Fronius nacque il 9 gennaio 1829 a Nadesch (ora Nadeş). Scrisse oltre trenta libri, tra cui Flora von Schäburgburg, ein Beitrag zur Flora von Siebenbürgen (inglese: Flora di Schäßburg, un contributo alla flora di Siebenbürgen), e Aus Siebenbürgens Vorzeit und Gegenwart: Mittheilungen (inglese: "Uscite: Transilvania, dall'antichità al presente ").